# Нове Вельонткі
Нове Вельонткі (пол. Nowe Wielątki) — село в Польщі, у гміні Жонсьник Вишковського повіту Мазовецького воєводства.
Населення — 321 особа (2011).
У 1975-1998 роках село належало до Остроленцького воєводства.

## Демографія
Демографічна структура станом на 31 березня 2011 року:
|          | Загалом | Допрацездатний вік | Працездатний вік | Постпрацездатний вік |
| -------- | ------- | ------------------ | ---------------- | -------------------- |
| Чоловіки | 171     | 35                 | 121              | 15                   |
| Жінки    | 150     | 36                 | 87               | 27                   |
| Разом    | 321     | 71                 | 208              | 42                   |